# Osrednja državna mesta
Osrednja državna mesta (poenostavljeno kitajsko: 国家中心城市; tradicionalno kitajsko: 國家中心城市; pinjin: Guójiā Zhōngxīn Chéngshì) je celovita zasnova razvoja poselitvenih območij na Kitajskem, ki jo je leta 2005 predložilo Ministrstvo za stanovanjsko politiko in napredek mest in podeželja Ljudske republike Kitajske, da bi korenito prenovilo urbanizacijo na Kitajskem. Osrednja državna mesta so zamišljena kot vodilna skupina mest z vidika izobraževanja in razvoja znanosti, politike, gospodarstva in kulture.
Februarja 2010 je omenjeno ministrstvo izdalo »Državni urbanistični načrt« in za osrednja državna mesta določilo pet ključnih mest s pripadajočim gospodarsko razvitim zaledjem: Peking in Tjandžin, Šanghaj, Guangdžov in Čongčing.
Vplivno območje osrednjih državnih mest sega v mesta v okoliških upravnih enotah in je izrednega pomena pri posodabljanju in povezovanju različnih predelov in storitev. Vpliva na napredek infrastrukture, finančništva, javnega šolstva, družbene blaginje, zdravstva, poslovnega licenciranja in mestnega načrtovanja. V načrtu je še opredelitev mest Šendžen, Nanking, Vuhan, Šenjang, Čengdu in Šjan za osrednja pokrajinska mesta.

## Seznam osrednjih državnih mest
| Delitev                       | Hanzi (S) & pinjin         | BDP (2013 USD)   | Na prebivalca (2013 USD) | Urbano območje (2010) | Metropolitansko območje (2010) | Površina (km²) | Gostota (km²) | Gospodarsko območje                      | Območje                 | Poddelitev |
| ----------------------------- | -------------------------- | ---------------- | ------------------------ | --------------------- | ------------------------------ | -------------- | ------------- | ---------------------------------------- | ----------------------- | ---------- |
| Peking                        | 北京; Běijīng              | 318,10 milijarde | 15.373                   | 11.716.000            | 19.612.368                     | 16.801,25      | 1.309,4       | Bohajsko gospodarsko območje             | Sever                   | Seznam     |
| Čongčing (glavna mestna cona) | 重庆; Chóngqìng （主城区） | 207,18 milijarde | 7.047                    | 8.420.200             | 28.846.170                     | 6.268,0        | 2.158,0       | Gospodarsko območje zahodnega trikotnika | Jugozahod               | Seznam     |
| Guangdžov                     | 广州; Guǎngzhōu            | 248,61 milijarde | 19.459                   | 7.727.163             | 12.700.800                     | 7.434,40       | 1.055,0       | Gospodarsko območje delte Biserne reke   | Južna osrednja Kitajska | Seznam     |
| Šanghaj                       | 上海; Shànghǎi             | 352,36 milijarde | 14.862                   | 12.030.644            | 23.019.148                     | 7.037,00       | 3.298,3       | Gospodarsko območje jangcejske delte     | Vzhod                   | Seznam     |
| Tjandžin                      | 天津; Tiānjīn              | 234,91 milijarde | 16.623                   | 6.825.105             | 12.938.224                     | 11.760,00      | 1.044,4       | Bohajsko gospodarsko območje             | Sever                   | Seznam     |

## Galerija
- Čongčing
- Guangdžou
- Šanghaj
- Tjandžin